# 墨西哥小鯷
墨西哥小鯷（学名：Anchoa ischana）為輻鰭魚綱鲱形目鳀科的其中一種，分布於東太平洋區，從墨西哥下加利福尼亞半島至巴拿馬、加拉巴哥群島海域，棲息深度可達50公尺，本魚體延長，吻突出，長度約3/4眼徑，臀鰭短，臀鰭軟條15-19條，體長可達12公分，喜群游，棲息在沿海，以浮游生物為食。

## 擴展閱讀
維基物種上的相關：墨西哥小鯷